# Train-douche

L' Armeebadezug stationnant à une gare

Salle de douche du train suisse.

Des trains-douches ou trains-bains ont été utilisés en Europe pour fournir des installations de baignade spécialisés aux troupes stationnées le long du front pendant la Première Guerre mondiale.

## Suisse
Un train-douche, appelé en allemand Armeebadezug, est un matériel roulant ferroviaire militaire utilisée lors du  service actif 1914-1918 en Suisse. 
Le train était composé de matériel roulant des anciennes compagnies ferroviaires privées : un wagon-citerne et des wagons de passagers convertis, chacun comportant une salle de douche et deux vestiaires. L'eau était pompée à partir du wagon-citerne et chauffé par la locomotive.
Ce train était utilisé par les militaires suisses lors de l'occupation de frontière (Grenzbesetzung).

## Russie impériale
Des trains-douches ont été utilisés dans l'Empire russe en 1914.